# Episodi di Faber l'investigatore (dodicesima stagione)
La dodicesima stagione della serie televisiva Faber l'investigatore è stata trasmessa in anteprima in Germania da ARD tra il 23 maggio 2005 e il 29 agosto 2005.
| nº | Titolo originale    | Titolo italiano | Prima TV Germania | Prima TV Italia |
| -- | ------------------- | --------------- | ----------------- | --------------- |
| 1  | Freund und Helfer   |                 | 23 maggio 2005    |                 |
| 2  | Blindspur           |                 | 30 maggio 2005    |                 |
| 3  | Die Tote im Wald    |                 | 6 giugno 2005     |                 |
| 4  | Familienbild        |                 | 13 giugno 2005    |                 |
| 5  | Verrückt nach ihr   |                 | 20 giugno 2005    |                 |
| 6  | Zündstoff           |                 | 27 giugno 2005    |                 |
| 7  | Videobomber         |                 | 4 luglio 2005     |                 |
| 8  | Aus der Traum       |                 | 11 luglio 2005    |                 |
| 9  | Im Namen Gottes     |                 | 18 luglio 2005    |                 |
| 10 | Flucht in den Tod   |                 | 25 luglio 2005    |                 |
| 11 | Tod eines Strippers |                 | 1º agosto 2005    |                 |
| 12 | Fluchten            |                 | 15 agosto 2005    |                 |
| 13 | Das Luder           |                 | 29 agosto 2005    |                 |